# Renzo Selmo
Renzo Selmo (Verona, 19 ottobre 1938) è un ex calciatore italiano, di ruolo centrocampista.
È citato anche come Remo.

## Carriera
Formatosi nel Verona, viene ingaggiato dal Genoa nel 1959, club nel quale gioca solo un incontro della Coppa Italia 1959-1960.
Nel 1960 passa al Tevere Roma, club con cui milita quattro stagioni in Serie C.
Nel 1964 è ingaggiato dall'Avellino, club con cui gioca altri tre anni in terza serie e con cui giunge secondo nel Girone C nella stagione 1966-1967.
Nel 1967 passa alla Casertana, sempre in Serie C, club con cui raggiunge un secondo posto nel Girone C nell'annata 1967-1968. Nella stagione 1968-1969 con il suo club ottiene il primo posto e la promozione nella serie superiore: il risultato venne in seguito annullato per un illecito sportivo che costò tra l'altro l'esclusione dai campionati italiani dello stesso Selmo e che causerà la cosiddetta rivolta del pallone, sommossa che sconvolgerà la città di Caserta nell'estate del 1969.
Nel 1971, per tornare a giocare ed aggirare la squalifica, si trasferisce in Canada, al Montréal Olympique. Con la società biancorossa milita due anni nella NASL, ottenendo il quarto ed ultimo posto nella Northern Division del 1971 ed il terzo nella stagione seguente.
Nel 1972 gioca per l'Ottawa St. Anthony Italia, sempre in terra canadese.